# Конвой PQ 15
Конвой PQ 15 (англ. Convoy PQ 15) — арктичний конвой транспортних і допоміжних суден у кількості 26 одиниць, який у супроводженні союзних кораблів ескорту прямував від берегів Шотландії та Ісландії до радянського порту Архангельськ. Конвой вийшов 10 квітня 1942 року від берегів Шотландії, а 26 квітня, після підготовки та доукомлектування конвою, з Рейк'явіка та прибув до Мурманська 5 травня 1942 року. Під час переходу морем унаслідок атак німецьких Люфтваффе та Крігсмаріне було потоплено 3 транспортних судна та один підводний човен (унаслідок «дружнього вогню»). Ще один бойовий корабель, британський есмінець «Панджабі», затонув унаслідок зіткнення з лінкором «Кінг Джордж V».

## Історія конвою
10 квітня 1942 року конвой PQ 15, що складався з 25 торговельних суден та одного допоміжного судна, танкера-заправника, «Грей Рейнджер». Ближній ескорт очолював командор Джон Кромбі на тральщику «Брамбл» і складався з двох інших тральщиків і чотирьох протичовнових траулерів, до яких пізніше приєдналися чотири есмінці та корабель ППО HMS Ulster Queen.
Крейсерські сили прикриття конвою очолював британський контрадмірал Гарольд Барроу на легкому крейсері «Найджерія». Сили включали важкий крейсер «Лондон» з двома есмінцями та сили далекого прикриття (адмірал Джон Тові), до складу яких входять лінкори «Кінг Джордж V» та «Вашингтон» (контрадмірал Роберт К. Гіффен), авіаносець «Вікторіос», важкі крейсери «Таскалуса» і «Вічита», легкий крейсер «Кеніа» та десять есмінців.
Конвой також прикривав патруль із чотирьох підводних човнів біля Норвегії, захищаючи від нальоту німецьких військових кораблів.
10 квітня основні сили транспортного конвою PQ 15 вийшли з шотландського Обана і попрямували до Ісландії. Протягом кількох днів тривало доповнення конвою суднами та кораблями ескорту й 26 числа конвой вийшов у море, прямуючи до Мурманська. 28 квітня до нього приєднався океанський ескорт. Цього ж дня німецькі літаки-розвідники помітили конвой, коли він був за 250 миль (460 км) на південний захід від Ведмежого острова. Протягом двох днів жодної атаки не було, оскільки німецькі сили зосередили основні зусилля на атаках на конвой QP 11, який 28 квітня залишив радянський Мурманськ.
1 травня Люфтваффе провели свою першу атаку на PQ 15 шістьма Ju 88. Німецькі бомбардувальники не завдали жодної шкоди і втратили одного зі своїх літаків. Але сили далекого прикриття зазнали дві втрати, коли лінкор «Кінг Джордж V» у тумані зіткнувся з «Панджабі», внаслідок чого есмінець затонув, а «Кінг Джордж V» був змушений повернутися на базу. Його місце в групі зайняв лінкор «Дюк оф Йорк», який вийшов із Скапа-Флоу для посилення супроводу.
2 травня ескортні кораблі встановили контакт з підводним човном, який атакували есмінець «Сент-Олбанс» і тральщик «Сігал». Коли підводний човен був пошкоджений і вимушений піднятися на поверхню, виявилося, що це був польський «Яструб», який патрулював біля Норвегії, але відхилився від визначеного сектору та потрапив під удар. Польський підводний човен був занадто пошкоджений, щоб продовжувати рух, і тому був затоплений.
3 травня о 01:30 у напівсвітлі арктичних літніх ночей шість нових бомбардувальників He 111 I./KG 26 вперше у війні здійснили атаку, використовуючи їх у ролі торпедоносців. Три судна уразили, з них два затонули й одне дістало пошкоджень і пізніше його затопив німецький підводний човен U-251. Два літаки були збиті і третій пошкоджений та згодом розбився. Подальша атака німецьких бомбардувальників у сутінках була невдалою.
Погіршення погоди 4 травня запобігло дальшим атакам, а арктичний шторм швидко перетворився на снігову бурю. О 21:00 5 травня PQ 15 прибув до Кольської затоки без подальших втрат.

## Кораблі та судна конвою PQ 15

### Транспортні судна
Позначення
| Назва                    | Прапор                       | Тоннаж (GRT) | Прим.                                                                                            |
| ------------------------ | ---------------------------- | ------------ | ------------------------------------------------------------------------------------------------ |
| Alcoa Cadet (1919)       | США                          | 4 823        | 21 червня 1942 року після прибуття до Росії потонув унаслідок підриву на міні в Кольській затоці |
| Alcoa Rambler (1919)     | США                          | 5 500        | з 15 до 26 квітня у Рейк'явіку                                                                   |
| Bayou Chico (1920)       | США                          | 5 401        |                                                                                                  |
| Botavon (1912)           | Велика Британія              | 5 848        | потоплений торпедоносцями                                                                        |
| Cape Corso (1929)        | Велика Британія              | 3 807        | потоплений торпедоносцями                                                                        |
| Cape Race (1930)         | Велика Британія              | 3 807        | судно віцекомандора конвою                                                                       |
| Capira (1920)            | Панама                       | 5 565        |                                                                                                  |
| Deer Lodge (1919)        | США                          | 6 187        | з 15 до 26 квітня у Рейк'явіку                                                                   |
| Empire Bard (1942)       | Велика Британія              | 3 114        | Докове судно-кран                                                                                |
| Empire Morn (1941)       | Велика Британія              | 7 092        | КАТ судно; з 16 до 26 квітня у Рейк'явіку                                                        |
| Expositor (1919)         | США                          | 4 959        | з 15 до 26 квітня у Рейк'явіку                                                                   |
| Francis Scott Key (1941) | США                          | 7 191        | судно типу «Ліберті»                                                                             |
| «Грей Рейнджер»          | Королівський допоміжний флот | 3 313        | танкер-заправник                                                                                 |
| Hegira (1919)            | США                          | 7 588        |                                                                                                  |
| Jutland (1928)           | Велика Британія              | 6 153        | пошкоджений торпедоносцями; добитий U-251                                                        |
| «Красін» (1928)          | СРСР                         | 4 902        | криголам                                                                                         |
| Lancaster (1918)         | США                          | 7 516        |                                                                                                  |
| Montcalm (1904)          | Велика Британія              | 1 432        | криголам                                                                                         |
| Mormacrey (1919)         | США                          | 5 946        |                                                                                                  |
| Mormacrio (1919)         | США                          | 5 940        |                                                                                                  |
| Paul Luckenbach (1913)   | США                          | 6 606        |                                                                                                  |
| Seattle Spirit (1919)    | США                          | 5 627        |                                                                                                  |
| Southgate (1926)         | Велика Британія              | 4 862        | з 16 до 26 квітня у Рейк'явіку                                                                   |
| Texas (1919)             | США                          | 5 638        |                                                                                                  |
| Topa Topa (1920)         | США                          | 5 356        |                                                                                                  |
| Zebulon B Vance (1942)   | США                          | 7 177        |                                                                                                  |

### Кораблі ескорту
| Кораблі ескорту            |                                         |                                                          |                                                                                   |
| «Бедсворт»                 | Військово-морські сили Великої Британії | ескортний міноносець типу «Хант»                         | 28 квітня — 5 травня                                                              |
| «Біве»                     | Військово-морські сили Великої Британії | ескортний міноносець типу «Хант»                         | 28 квітня                                                                         |
| «Боудісіа»                 | Військово-морські сили Великої Британії | ескадрений міноносець типу «B»                           | 28 квітня — 5 травня                                                              |
| «Брамбл»                   | Військово-морські сили Великої Британії | тральщик типу «Гальсіон»                                 | 26 квітня — 5 травня                                                              |
| HMS Cape Palliser (FY256)  | Військово-морські сили Великої Британії | протичовновий траулер                                    | 26 квітня — 5 травня                                                              |
| HMS Chiltern               | Військово-морські сили Великої Британії | допоміжний тральщик                                      | 26 квітня — 5 травня                                                              |
| «Дюк оф Йорк»              | Військово-морські сили Великої Британії | лінійний корабель типу «Кінг Джордж V»                   | 2 — 5 травня                                                                      |
| «Ескапейд»                 | Військово-морські сили Великої Британії | ескадрений міноносець типу «E»                           | 2 — 5 травня                                                                      |
| «Фокнор»                   | Військово-морські сили Великої Британії | лідер ескадрених міноносців типу «F»                     | 2 — 5 травня                                                                      |
| «Гарслі»                   | Військово-морські сили Великої Британії | ескортний міноносець типу «Хант»                         | 28 квітня                                                                         |
| «Інглефілд»                | Військово-морські сили Великої Британії | ескадрений міноносець типу «I»                           | 28 квітня — 5 травня                                                              |
| «Кеніа»                    | Військово-морські сили Великої Британії | легкий крейсер типу «Коронна колонія»                    | 28 квітня — 5 травня                                                              |
| «Кінг Джордж V»            | Військово-морські сили Великої Британії | лінійний корабель типу «Кінг Джордж V»                   | 28 квітня — 2 травня                                                              |
| «Ламертон»                 | Військово-морські сили Великої Британії | ескортний міноносець типу «Хант»                         | 28 квітня — 4 травня                                                              |
| «Леда»                     | Військово-морські сили Великої Британії | тральщик типу «Гальсіон»                                 | 26 квітня — 5 травня                                                              |
| «Ледбарі»                  | Військово-морські сили Великої Британії | ескортний міноносець типу «Хант»                         | 26 квітня — 5 травня                                                              |
| «Лондон»                   | Військово-морські сили Великої Британії | важкий крейсер типу «Каунті»                             | 30 квітня — 1 травня                                                              |
| «Марна»                    | Військово-морські сили Великої Британії | ескадрений міноносець типу «M»                           | 29 квітня — 5 травня                                                              |
| «Мартін»                   | Військово-морські сили Великої Британії | ескадрений міноносець типу «M»                           | 29 квітня — 5 травня                                                              |
| «Матчлес»                  | Військово-морські сили Великої Британії | ескадрений міноносець типу «M»                           | 28 квітня — 5 травня                                                              |
| «Міддлтон»                 | Військово-морські сили Великої Британії | ескортний міноносець типу «Хант»                         | 28 квітня — 4 травня                                                              |
| «Мінерв»                   | ВМС Вільної Франції                     | підводний човен типу «Мінерв»                            | 1 — 5 травня                                                                      |
| «Найджерія»                | Військово-морські сили Великої Британії | легкий крейсер типу «Коронна колонія»                    | 28 квітня — 2 травня                                                              |
| HMT Northern Pride (FY105) | Військово-морські сили Великої Британії | протичовновий траулер                                    | 26 квітня — 5 травня                                                              |
| «Орібі»                    | Військово-морські сили Великої Британії | ескадрений міноносець типу «O»                           | 29 квітня — 5 травня                                                              |
| «Унісон»                   | Військово-морські сили Великої Британії | підводний човен типу «U»                                 | 1 — 5 травня                                                                      |
| «Яструб»                   | Військово-морські сили Польщі           | підводний човен типу «S»                                 | 2 травня затоплений унаслідок «дружнього вогню»                                   |
| «Панджабі»                 | Військово-морські сили Великої Британії | ескадрений міноносець типу «Трайбл»                      | 1 травня загинув унаслідок зіткнення з лінкором «Кінг Джордж V» східніше Ісландії |
| «Сігал»                    | Військово-морські сили Великої Британії | тральщик типу «Гальсіон»                                 | 26 квітня — 5 травня                                                              |
| «Сомалі»                   | Військово-морські сили Великої Британії | ескадрений міноносець типу «Трайбл»                      | 28 квітня — 5 травня                                                              |
| «Сент-Олбанс»              | Військово-морські сили Норвегії         | ескадрений міноносець типу «Вікс»/типу «Таун»            | 28 квітня — 5 травня                                                              |
| HMS Ulster Queen (F118)    | Військово-морські сили Великої Британії | спеціальний допоміжний корабель ППО                      | 28 квітня — 5 травня                                                              |
| «Уредд»                    | Військово-морські сили Норвегії         | підводний човен типу «U»                                 | 1 — 5 травня                                                                      |
| «Медісон»                  | Військово-морські сили США              | ескадрений міноносець типу «Бенсон»                      | 28 квітня — 6 травня                                                              |
| «Планкетт»                 | Військово-морські сили США              | ескадрений міноносець типу «Глівз»                       | 28 квітня — 6 травня                                                              |
| «Таскалуса»                | Військово-морські сили США              | важкий крейсер типу «Нью-Орлінзн»                        | 28 квітня — 6 травня                                                              |
| «Вейнрайт»                 | Військово-морські сили США              | ескадрений міноносець типу «Сімс»                        | 28 квітня — 6 травня                                                              |
| «Вашингтон»                | Військово-морські сили США              | лінійний корабель типу «Норт Керолайна»                  | 28 квітня — 6 травня                                                              |
| «Вічита»                   | Військово-морські сили США              | важкий крейсер                                           | 28 квітня — 6 травня                                                              |
| «Вілсон»                   | Військово-морські сили США              | ескадрений міноносець типу «Бенгам»                      | 28 квітня — 6 травня                                                              |
| «Веномос»                  | Військово-морські сили Великої Британії | ескадрений міноносець «Модифікований Адміралті» типу «W» | 28 квітня — 5 травня                                                              |
| «Вікторіос»                | Військово-морські сили Великої Британії | авіаносець типу «Іластріас»                              | 28 квітня — 5 травня                                                              |
| HMT Vizalma (FY286)        | Військово-морські сили Великої Британії | протичовновий траулер                                    | 26 квітня — 5 травня                                                              |